# الطاف محمود
الطاف محمود (بنگالی: আলতাফ মাহমুদ; ۲۳ دسامبر ۱۹۳۳ – سپتامبر ۱۹۷۱) موسیقی‌ساز، فعال فرهنگی و از کشته‌شدگان جنگ آزادی‌بخش بنگلادش است. او از فعالان جنبش زبان بنگالی و سرایندهٔ ترانهٔ «Amar Bhaier Rokte Rangano» است که معروفترین شعر در این زمینه است.

## جوایز
- اکوشی پاداک (۱۹۷۷)[۱]
- نشان روز آزادی (۲۰۰۴)